# Pisaura bicornis
Pisaura bicornis är en spindelart som beskrevs av Zhang och Song 1992. Pisaura bicornis ingår i släktet Pisaura och familjen vårdnätsspindlar. Inga underarter finns listade i Catalogue of Life.